# Aeroportul Kualanamu
Aeroportul Kualanamu (IATA: KNO, ICAO: WIMM) este un aeroport din Deli Serdang⁠(d), North Sumatra⁠(d), Indonezia ce deservește zona Medan, Indonezia. Aeroportul a fost tranzitat în 2022 de 3.291.554 de pasageri. A fost deschis în 25 iulie 2013.
Situat la o altitudine de 4 m, aeroportul dispune de 1 pistă. Este operat de Angkasa Pura⁠(d).

## Infrastructură

### Piste
Aeroportul dispune de o singură pistă. Pista are orientarea 05/23.